# Суботін Валерій Олександрович
Вале́рій Олекса́ндрович Субо́тін (нар. 24 листопада 1959, м. Гайворон Кіровоградська область) — радянський та український військовик, директор Департаменту охорони державного кордону Адміністрації державної прикордонної служби України (листопад 2014 року — липень 2015 року), генерал-майор запасу, учасник російсько-української війни.
З 2 червня 2020 року — член Консультативної ради у справах ветеранів війни, сімей загиблих (померлих) захисників України.

## З життєпису
З 1978 році розпочав військову кар'єру солдатом строкової служби у Закавказькому прикордонному окрузі прикордонних військ СРСР.
У 1983 році закінчив вище прикордонне військово-політичне училище, згодом проходив службу на офіцерських посадах у Далекосхідному прикордонному окрузі прикордонних військ.
Після закінчення у 1992 році військово-політичної (гуманітарної) академії, продовжив службу у Прикордонних військах України.
З 1992 по 2002 роки — служба на керівних посадах в органах охорони кордону Прикордонних військ України:
- старший офіцер штабу Південно-Східного управління Прикордонних військ;
- перший заступник начальника Харківського прикордонного загону — начальник штабу;
- начальник Ізмаїльського прикордонного загону.

З 2003 по 2014 роки обіймав посади заступника начальника відділу, заступника начальника управління, начальника управління Адміністрації Державної прикордонної служби України.
З листопада 2014 року по липень 2015 року — директор Департаменту охорони державного кордону Адміністрації Державної прикордонної служби України.
Упродовж 2014—2015 років, перебуваючи на керівних посадах в Адміністрації Державної прикордонної служби України, неодноразово виконував бойові завдання в районі проведення антитерористичної операції в Луганській, Донецькій областях та адміністративної межі з тимчасово окупованою територією АР Крим. Має бойові поранення.
У липні 2015 року звільнений у запас за станом здоров'я.
Починаючи з 2016 року, бере активну участь у громадському житті країни, співпрацює з волонтерськими організаціями, які надають підтримку військовикам безпосередньо в районі проведення Операції об'єднаних сил.

## Нагороди
- Орден Богдана Хмельницького I ступеня (26 грудня 2014) — за особисту мужність і героїзм, виявлені у захисті державного суверенітету та територіальної цілісності України, вірність військовій присязі[2]
- Орден Богдана Хмельницького II ступеня (20 червня 2014) — за особисту мужність і героїзм, виявлені у захисті державного суверенітету та територіальної цілісності України, вірність військовій присязі та незламність духу[3]
- Орден Богдана Хмельницького III ступеня (25 травня 2009) — за вагомий особистий внесок у справу охорони державного кордону, забезпечення захисту державного суверенітету, територіальної цілісності України, бездоганне виконання військового обов'язку[4]